# Maria Vaz
Maria Vaz (zm. 1627 w Nagasaki w Japonii) – tercjarka franciszkańska, błogosławiona katolicka, męczenniczka.
Maria była katoliczką, żyła w Japonii na przełomie XVI i XVII wieku. Wraz ze swym mężem Kacprem udzielała schronienia misjonarzom. W czasach, w których żyła (Sakoku), chrześcijaństwo było w Japonii zwalczane. Po uwięzieniu została skazana na karę śmierci. Marię ścięto, a jej męża spalono.
Maria Vaz została ogłoszona błogosławioną razem ze swym mężem oraz Janem Romanem przez papieża Piusa IX dnia 7 maja 1867 w grupie 205 męczenników japońskich.